# Ají (salsa)
El ají, también llamado ajiaco, es un aderezo picante sudamericana que a menudo contiene tomates, cilantro, cebolla y agua. Su nombre se remonta al mismo nombre de las vainas de ají (del taíno axí, AFI: [a'ʃi]) como ingrediente básico. Los otros ingredientes y métodos de preparación varían de una región a otra y de las preferencias individuales.

## Variedades
Las recetas varían significativamente de persona a persona, y de región a región, dependiendo de las preferencias locales. El ají se ha preparado en países andinos como Ecuador, Bolivia, Chile, Colombia y Perú desde al menos la era prehispánica, época en que pueblos como los incas lo llamaron uchu, en quechua.

### Ecuador
Los componentes clásicos de la variante ecuatoriana incluye ají, cebollas blanca o roja, agua y tomate de árbol, también aceite de maíz o aceite de oliva, cilantro, jugo de limón, zanahoria, tomate  o semillas de lupino hervidas (llamados chochos). El ají manaba, con zanahoria, de maní y de pepa de sambo son también populares. El grado de nitidez varía de leve a muy picante, dependiendo de la proporción de los ingredientes. La salsa se sirve como guarnición en la mesa y se puede agregar a cualquier plato, lo que cambia individualmente el aroma y la nitidez de la comida ecuatoriana tradicionalmente ligeramente preparada. Por lo general, se agrega a otros alimentos como chugchucaras, sopa, chorizo o empanadas.

### Chile
En Chile hay una variedad similar del condimento conocido como ají chileno, que contiene el ingrediente adicional del jugo de limón.

### Colombia
En Colombia, por ejemplo, la comida es tradicionalmente suave, por lo que se puede agregar ají a casi cualquier plato para agregar un poco de sabor y especias. En la Amazonia noroccidental, los pueblos indígenas consumen diariamente el ají negro (jugo de yuca amarga con pimientos picantes): esta receta tradicional que corre el riesgo de perderse se ha inventariado en el Arca del Gusto.

### Panamá
La salsa panameña ajilimójili incluye ingredientes básicos como chiles, ajo y aceite, así como pimentón y jugo de lima. La salsa ajilimójili también se usa en Puerto Rico como una variante agridulce por añadido de miel.

### Perú
Llamado en quechua uchu por los incas o "pimienta de las Indias" por los españoles, el ají fue el condimento más importante utilizado en el Perú durante siglos, y aún hoy en día es uno de los principales ingredientes utilizados en la  cocina peruana. 
En los supermercados de Perú, están disponibles las salsas de condimento ají amarillo y ají panca, que llevan el nombre de las respectivas variedades de Capsicum baccatum. Las salsas producidas industrialmente contienen, además de los ajíes, agua, sal, ácido cítrico y benzoato de sodio.

## Galería

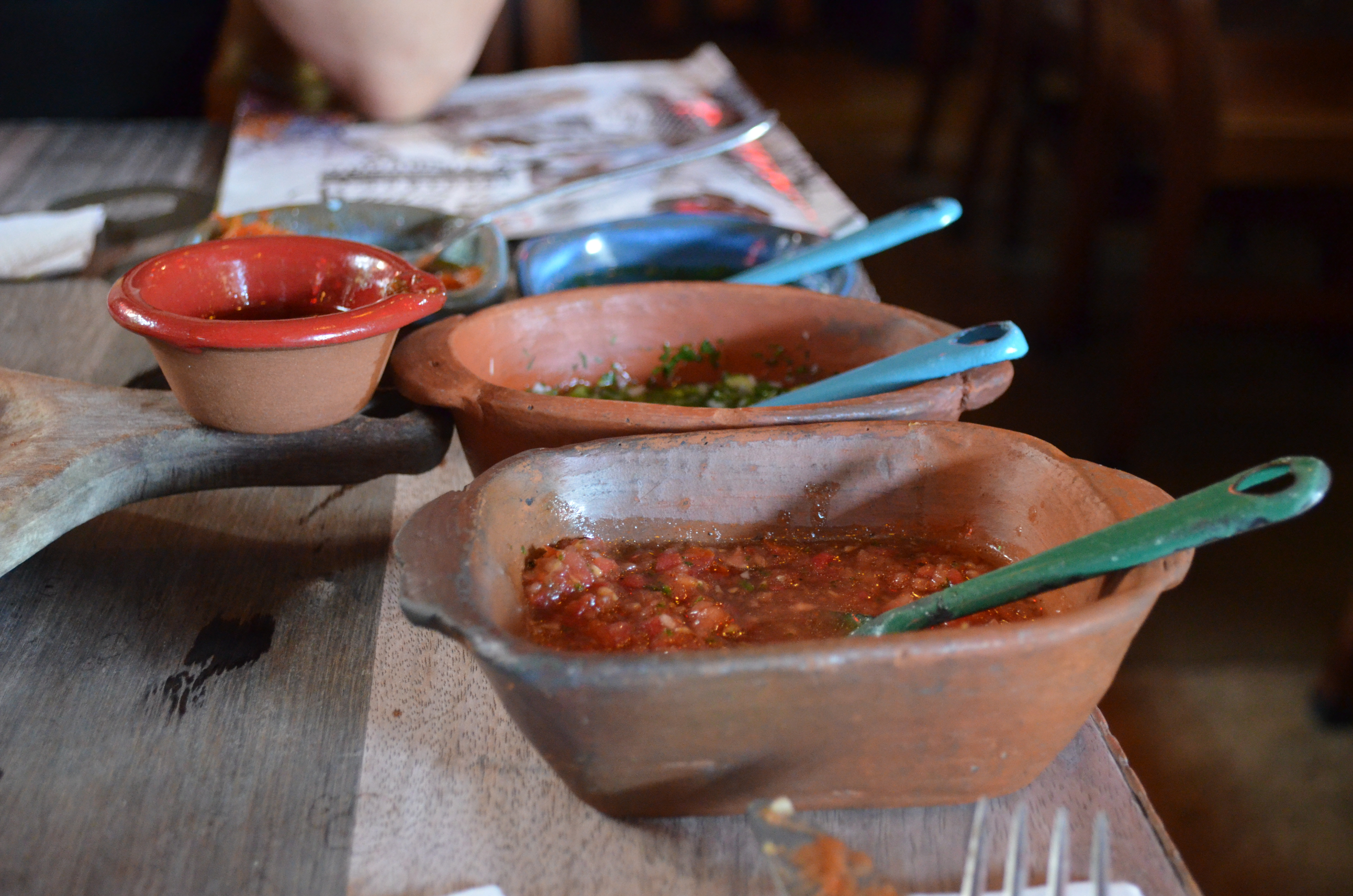
Cazuelitas con ají en un restaurante de Bogotá
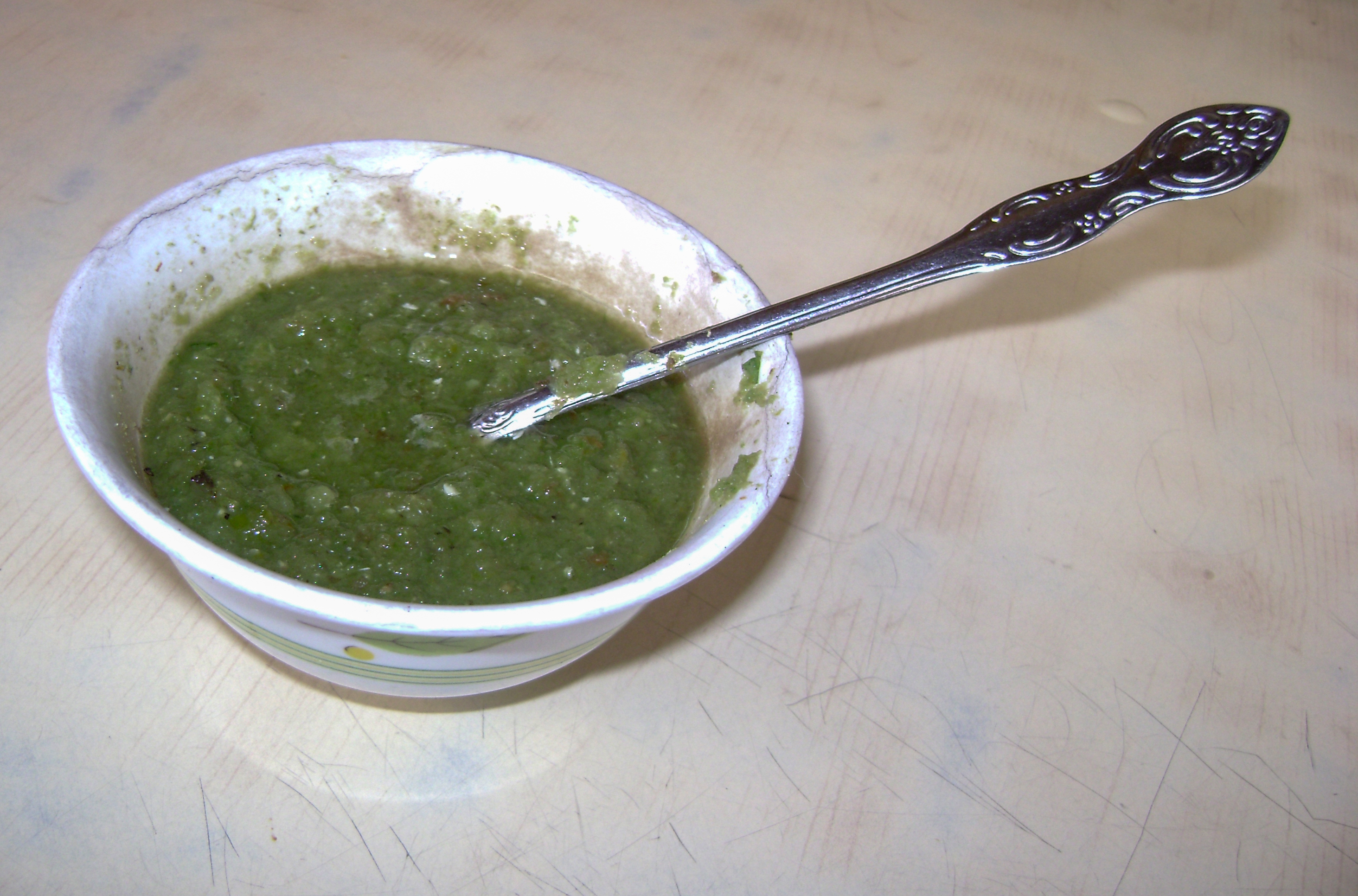
Salsa de ají verde en un mercado en la ciudad de Huaraz, Perú
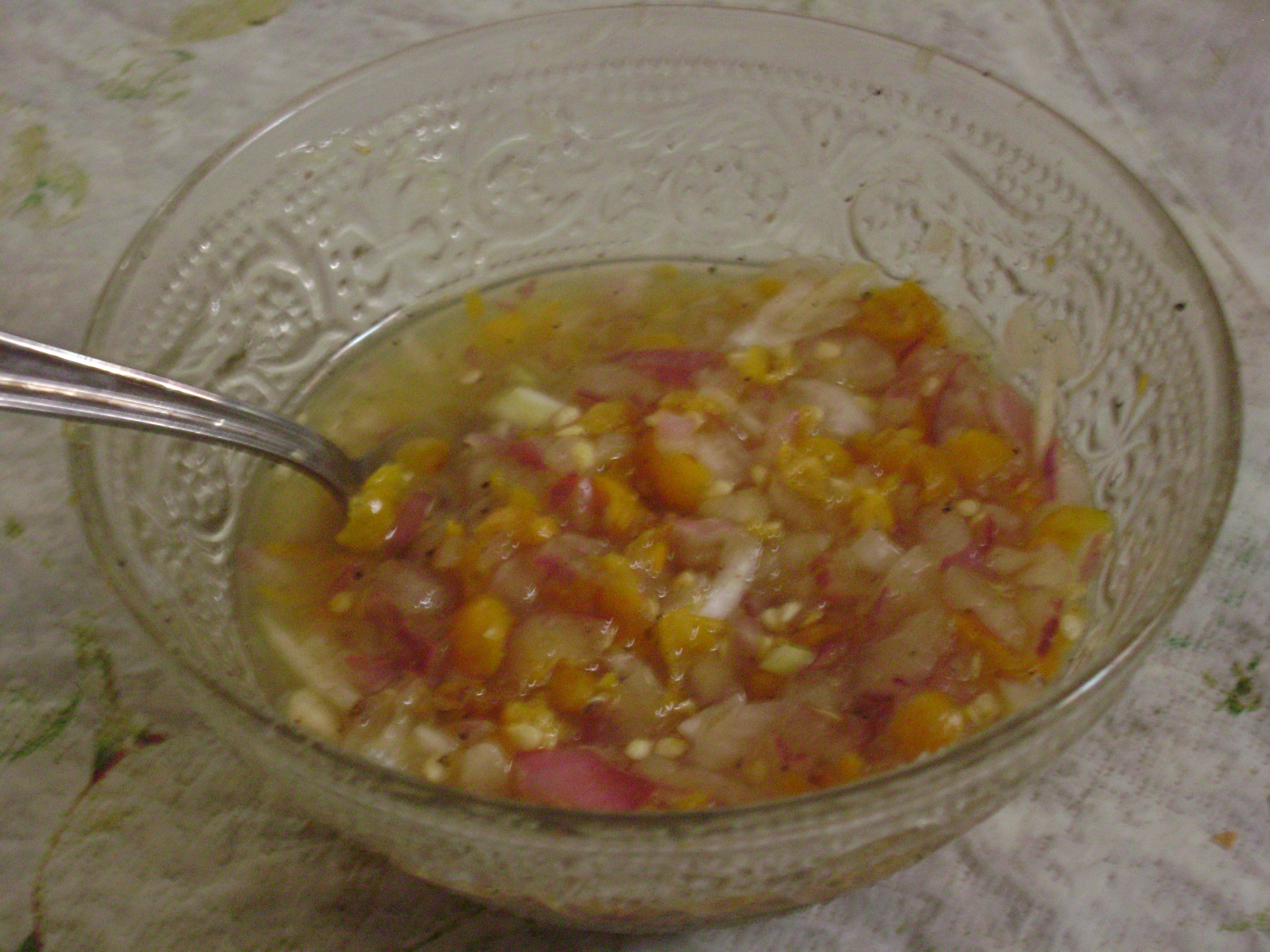
Salsa de ají charapita
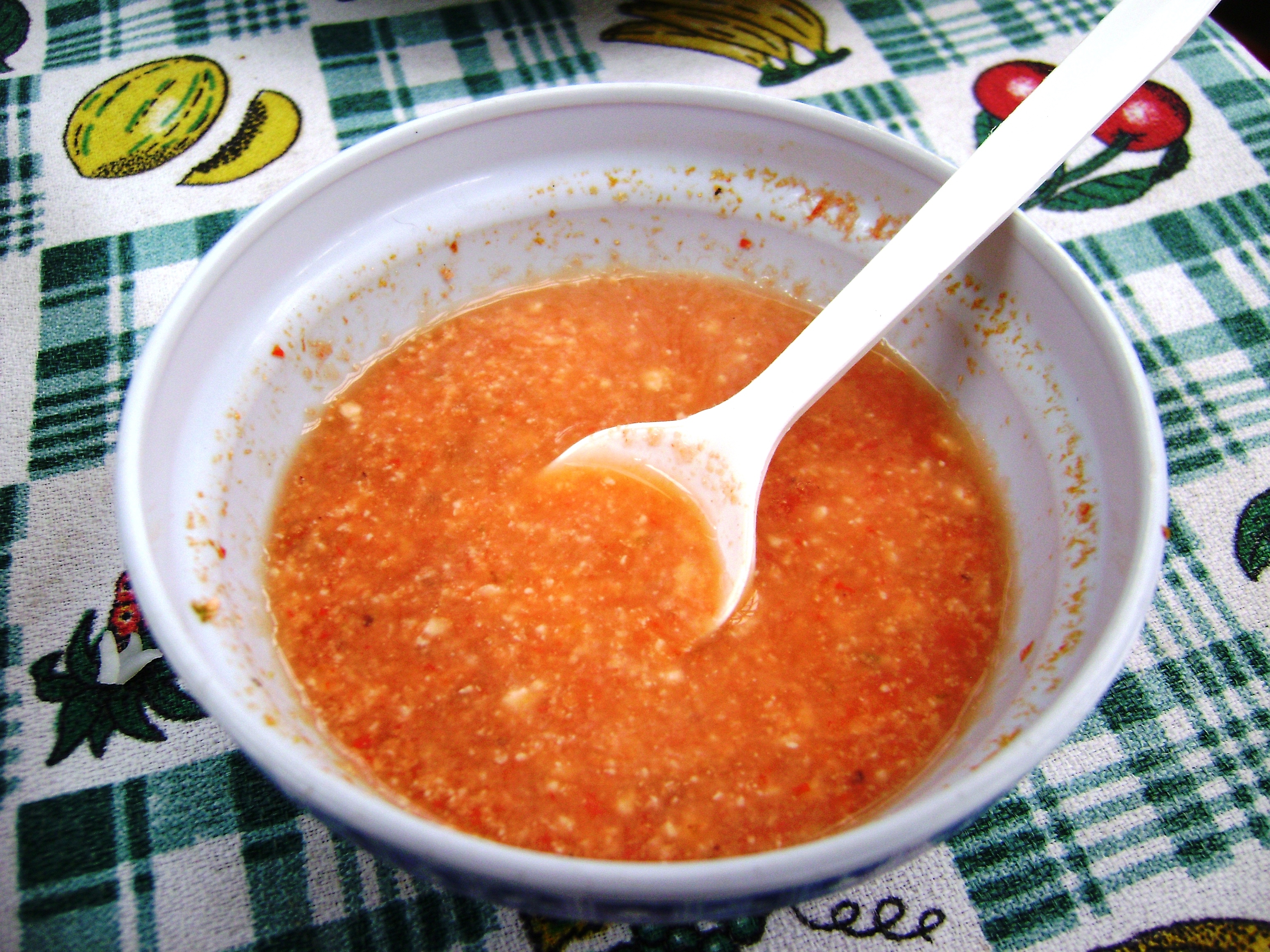
Crema de rocoto en Ingenio, Junín
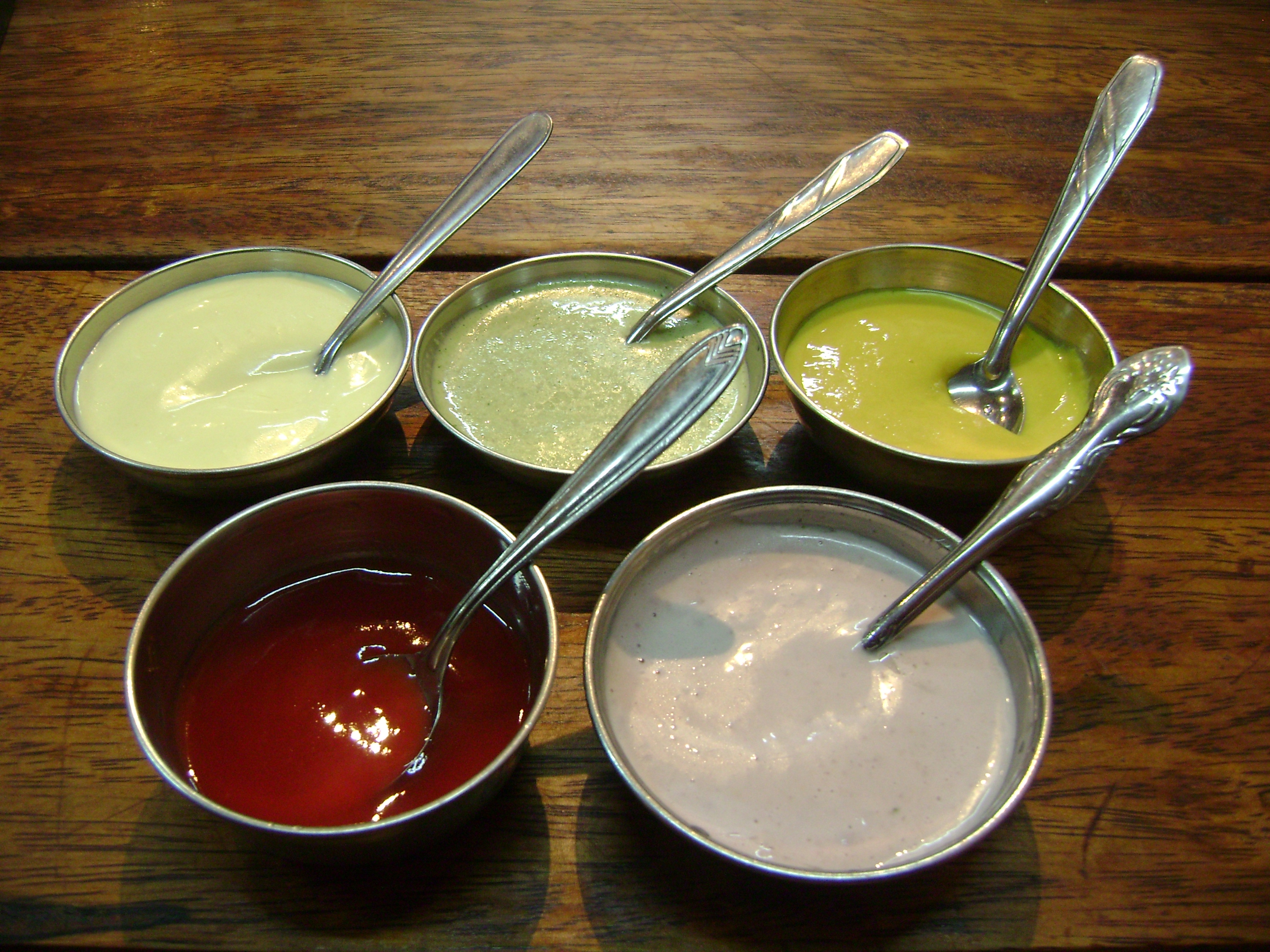
Cremas que acompañan al pollo a la brasa, algunas de ellas ajíes.
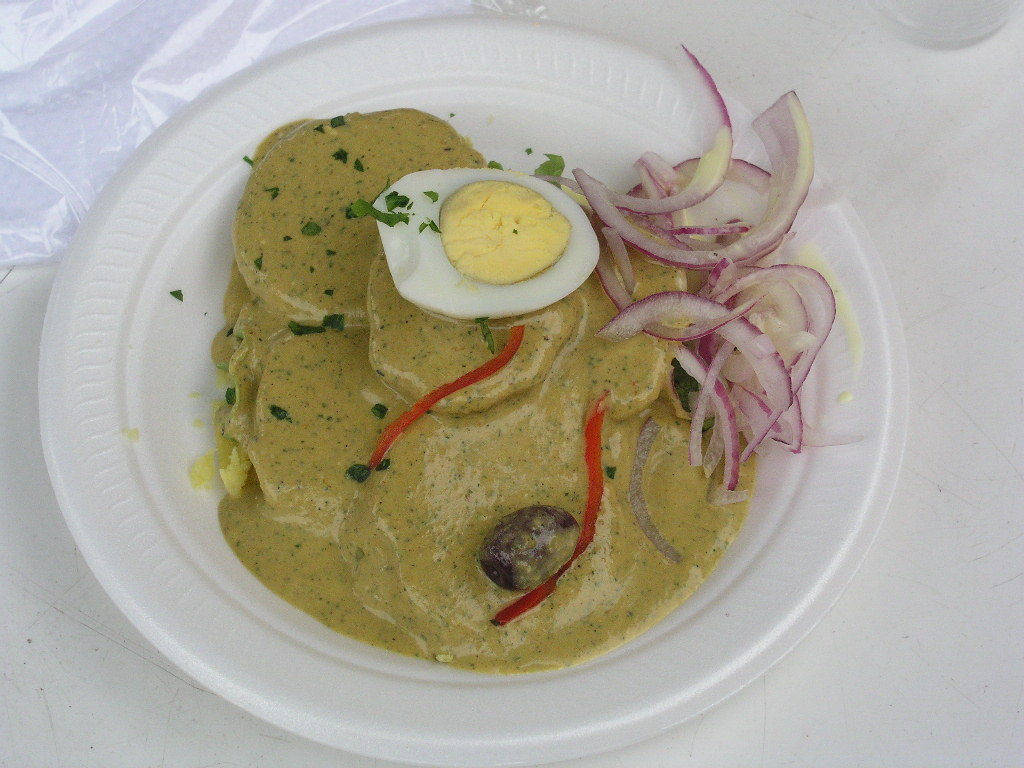
Crema de ocopa
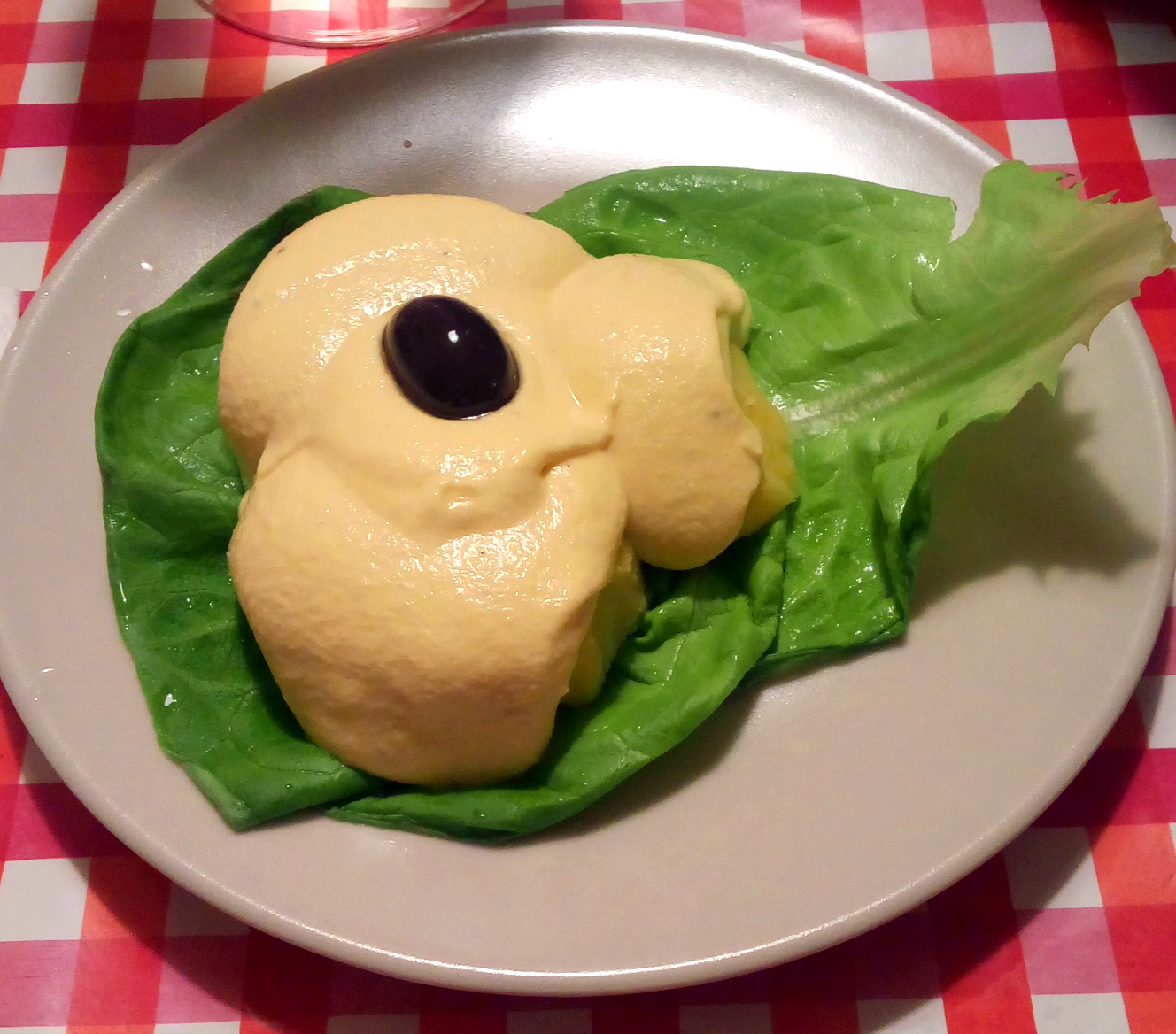
Salsa huancaína
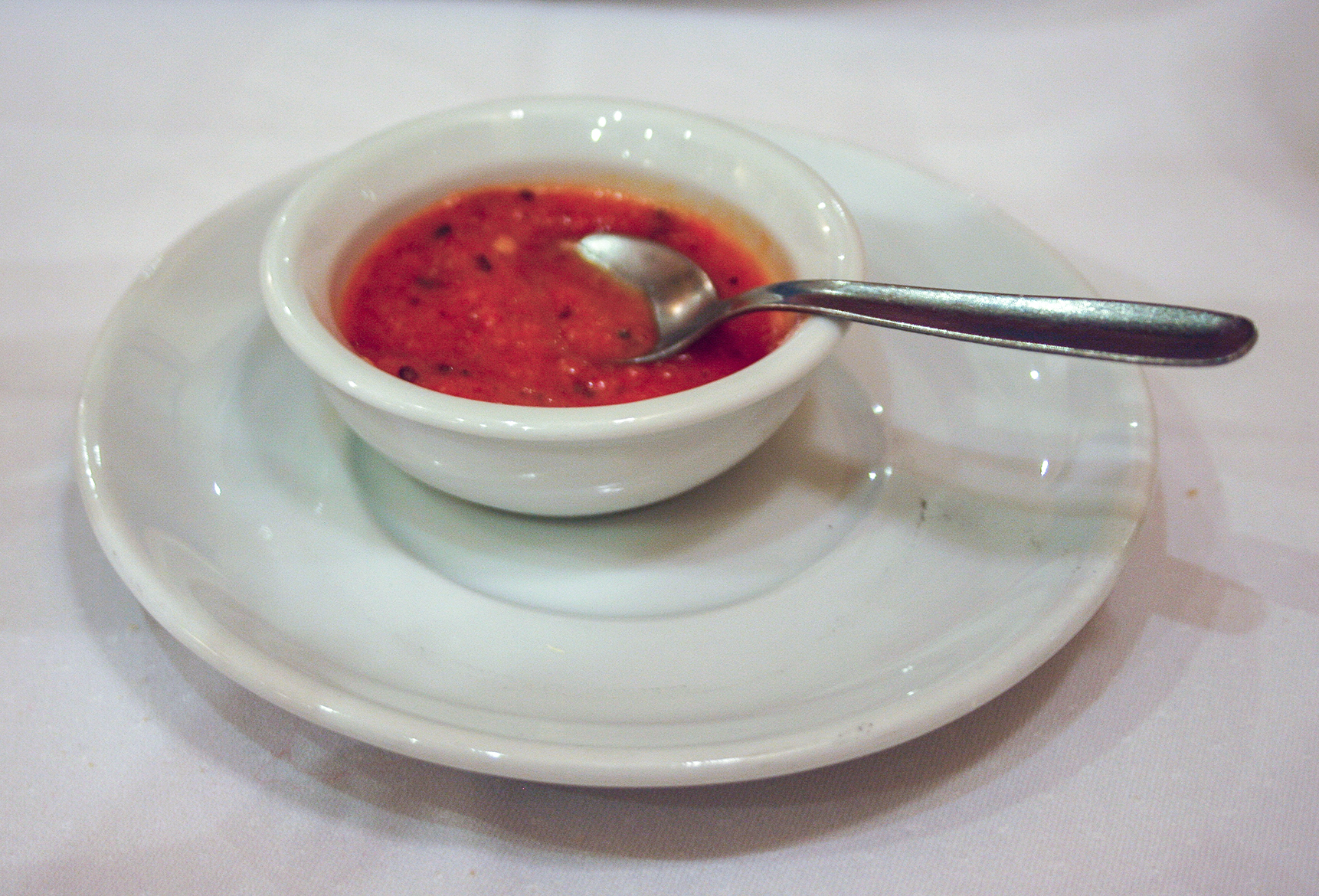
Llajua o salsa de rocoto boliviana